# Diên Xuyên
Diên Xuyên (tiếng Trung: 延川縣, Hán Việt: Diên Xuyên huyện) là một huyện thuộc địa cấp thị Diên An (延安市), tỉnh Thiểm Tây, Cộng hòa Nhân dân Trung Hoa. Huyện này có diện tích 1941 km2, dân số năm 2002 là 180.000 người. Các đơn vị hành chính thuộc huyện Diên Xuyên gồm có 8 trấn, 9 hương.

## Khí hậu
| Dữ liệu khí hậu của Diên Xuyên, elevation 805 m (2.641 ft), (1991–2020 normals, extremes 1981–2010) | Dữ liệu khí hậu của Diên Xuyên, elevation 805 m (2.641 ft), (1991–2020 normals, extremes 1981–2010) | Dữ liệu khí hậu của Diên Xuyên, elevation 805 m (2.641 ft), (1991–2020 normals, extremes 1981–2010) | Dữ liệu khí hậu của Diên Xuyên, elevation 805 m (2.641 ft), (1991–2020 normals, extremes 1981–2010) | Dữ liệu khí hậu của Diên Xuyên, elevation 805 m (2.641 ft), (1991–2020 normals, extremes 1981–2010) | Dữ liệu khí hậu của Diên Xuyên, elevation 805 m (2.641 ft), (1991–2020 normals, extremes 1981–2010) | Dữ liệu khí hậu của Diên Xuyên, elevation 805 m (2.641 ft), (1991–2020 normals, extremes 1981–2010) | Dữ liệu khí hậu của Diên Xuyên, elevation 805 m (2.641 ft), (1991–2020 normals, extremes 1981–2010) | Dữ liệu khí hậu của Diên Xuyên, elevation 805 m (2.641 ft), (1991–2020 normals, extremes 1981–2010) | Dữ liệu khí hậu của Diên Xuyên, elevation 805 m (2.641 ft), (1991–2020 normals, extremes 1981–2010) | Dữ liệu khí hậu của Diên Xuyên, elevation 805 m (2.641 ft), (1991–2020 normals, extremes 1981–2010) | Dữ liệu khí hậu của Diên Xuyên, elevation 805 m (2.641 ft), (1991–2020 normals, extremes 1981–2010) | Dữ liệu khí hậu của Diên Xuyên, elevation 805 m (2.641 ft), (1991–2020 normals, extremes 1981–2010) | Dữ liệu khí hậu của Diên Xuyên, elevation 805 m (2.641 ft), (1991–2020 normals, extremes 1981–2010) |
| Tháng                                                                                               | 1                                                                                                   | 2                                                                                                   | 3                                                                                                   | 4                                                                                                   | 5                                                                                                   | 6                                                                                                   | 7                                                                                                   | 8                                                                                                   | 9                                                                                                   | 10                                                                                                  | 11                                                                                                  | 12                                                                                                  | Năm                                                                                                 |
| --------------------------------------------------------------------------------------------------- | --------------------------------------------------------------------------------------------------- | --------------------------------------------------------------------------------------------------- | --------------------------------------------------------------------------------------------------- | --------------------------------------------------------------------------------------------------- | --------------------------------------------------------------------------------------------------- | --------------------------------------------------------------------------------------------------- | --------------------------------------------------------------------------------------------------- | --------------------------------------------------------------------------------------------------- | --------------------------------------------------------------------------------------------------- | --------------------------------------------------------------------------------------------------- | --------------------------------------------------------------------------------------------------- | --------------------------------------------------------------------------------------------------- | --------------------------------------------------------------------------------------------------- |
| Cao kỉ lục °C (°F)                                                                                  | 13.8 (56.8)                                                                                         | 21.3 (70.3)                                                                                         | 30.0 (86.0)                                                                                         | 37.9 (100.2)                                                                                        | 37.8 (100.0)                                                                                        | 41.5 (106.7)                                                                                        | 40.1 (104.2)                                                                                        | 37.9 (100.2)                                                                                        | 38.3 (100.9)                                                                                        | 30.2 (86.4)                                                                                         | 23.5 (74.3)                                                                                         | 16.6 (61.9)                                                                                         | 41.5 (106.7)                                                                                        |
| Trung bình ngày tối đa °C (°F)                                                                      | 2.3 (36.1)                                                                                          | 7.2 (45.0)                                                                                          | 14.2 (57.6)                                                                                         | 21.8 (71.2)                                                                                         | 26.9 (80.4)                                                                                         | 30.9 (87.6)                                                                                         | 31.9 (89.4)                                                                                         | 29.6 (85.3)                                                                                         | 24.5 (76.1)                                                                                         | 18.2 (64.8)                                                                                         | 10.8 (51.4)                                                                                         | 3.8 (38.8)                                                                                          | 18.5 (65.3)                                                                                         |
| Trung bình ngày °C (°F)                                                                             | −5.6 (21.9)                                                                                         | −0.8 (30.6)                                                                                         | 6.2 (43.2)                                                                                          | 13.6 (56.5)                                                                                         | 19.0 (66.2)                                                                                         | 23.4 (74.1)                                                                                         | 25.2 (77.4)                                                                                         | 23.2 (73.8)                                                                                         | 17.7 (63.9)                                                                                         | 10.6 (51.1)                                                                                         | 3.1 (37.6)                                                                                          | −3.8 (25.2)                                                                                         | 11.0 (51.8)                                                                                         |
| Tối thiểu trung bình ngày °C (°F)                                                                   | −11.0 (12.2)                                                                                        | −6.5 (20.3)                                                                                         | −0.2 (31.6)                                                                                         | 6.4 (43.5)                                                                                          | 11.6 (52.9)                                                                                         | 16.5 (61.7)                                                                                         | 19.6 (67.3)                                                                                         | 18.4 (65.1)                                                                                         | 12.9 (55.2)                                                                                         | 5.5 (41.9)                                                                                          | −1.8 (28.8)                                                                                         | −8.6 (16.5)                                                                                         | 5.2 (41.4)                                                                                          |
| Thấp kỉ lục °C (°F)                                                                                 | −22.5 (−8.5)                                                                                        | −18.3 (−0.9)                                                                                        | −14.4 (6.1)                                                                                         | −5.8 (21.6)                                                                                         | 1.0 (33.8)                                                                                          | 7.6 (45.7)                                                                                          | 12.0 (53.6)                                                                                         | 9.6 (49.3)                                                                                          | 0.3 (32.5)                                                                                          | −6.7 (19.9)                                                                                         | −17.3 (0.9)                                                                                         | −21.8 (−7.2)                                                                                        | −22.5 (−8.5)                                                                                        |
| Lượng Giáng thủy trung bình mm (inches)                                                             | 3.9 (0.15)                                                                                          | 6.8 (0.27)                                                                                          | 11.9 (0.47)                                                                                         | 26.2 (1.03)                                                                                         | 36.4 (1.43)                                                                                         | 51.5 (2.03)                                                                                         | 120.3 (4.74)                                                                                        | 104.6 (4.12)                                                                                        | 69.5 (2.74)                                                                                         | 38.0 (1.50)                                                                                         | 16.0 (0.63)                                                                                         | 2.6 (0.10)                                                                                          | 487.7 (19.21)                                                                                       |
| Số ngày giáng thủy trung bình (≥ 0.1 mm)                                                            | 2.5                                                                                                 | 3.0                                                                                                 | 3.7                                                                                                 | 5.6                                                                                                 | 7.1                                                                                                 | 8.6                                                                                                 | 11.6                                                                                                | 10.5                                                                                                | 8.7                                                                                                 | 7.3                                                                                                 | 4.0                                                                                                 | 1.8                                                                                                 | 74.4                                                                                                |
| Số ngày tuyết rơi trung bình                                                                        | 3.5                                                                                                 | 3.1                                                                                                 | 1.7                                                                                                 | 0.3                                                                                                 | 0                                                                                                   | 0                                                                                                   | 0                                                                                                   | 0                                                                                                   | 0                                                                                                   | 0.1                                                                                                 | 1.9                                                                                                 | 2.7                                                                                                 | 13.3                                                                                                |
| Độ ẩm tương đối trung bình (%)                                                                      | 56                                                                                                  | 53                                                                                                  | 47                                                                                                  | 45                                                                                                  | 47                                                                                                  | 54                                                                                                  | 65                                                                                                  | 71                                                                                                  | 73                                                                                                  | 71                                                                                                  | 66                                                                                                  | 58                                                                                                  | 59                                                                                                  |
| Số giờ nắng trung bình tháng                                                                        | 177.8                                                                                               | 174.2                                                                                               | 214.8                                                                                               | 232.0                                                                                               | 250.9                                                                                               | 236.9                                                                                               | 220.1                                                                                               | 205.1                                                                                               | 171.0                                                                                               | 172.0                                                                                               | 164.9                                                                                               | 171.3                                                                                               | 2.391                                                                                               |
| Phần trăm nắng có thể                                                                               | 57                                                                                                  | 56                                                                                                  | 58                                                                                                  | 59                                                                                                  | 57                                                                                                  | 54                                                                                                  | 50                                                                                                  | 49                                                                                                  | 46                                                                                                  | 50                                                                                                  | 55                                                                                                  | 57                                                                                                  | 54                                                                                                  |
| Nguồn: China Meteorological Administration                                                          | | | | | | | | | | | | | |